# Gennevilliers
Gennevilliers es una comuna francesa situada en el  departamento de Altos del Sena, de la región de Isla de Francia.
Los habitantes se llaman Gennevillois y Gennevilloises.

## Demografía
| 1 155 | 1 041 | 1 005 | 1 086 | 1 106 | 1 099 | 1 115 | 1 154 | 1 166 | 1 168 | 1 630 | 2 186 | 1 897 | 2 389 | 3 245 | 4 448 | 5 837 | 7 401 | 10 056 | 11 586 | 14 003 | 18 118 | 24 120 | 27 250 | 29 369 | 25 169 | 33 137 | 42 595 | 46 074 | 50 290 | 45 396 | 44 818 | 42 513 | 41 960 | 41 930 | 44 551 |
| Para los censos de 1962 a 1999 la población legal corresponde a la población sin duplicidades (Fuente: INSEE [Consultar]) |       |       |       |       |       |       |       |       |       |       |       |       |       |       |       |       |       |        |        |        |        |        |        |        |        |        |        |        |        |        |        |        |        |        |        |